# Бэкэ
Бэ́кэ (также Беке) — река в Оленёкском районе Якутии, правый приток реки Оленёк. Длина реки — 173 км, площадь водосборного бассейна — 3010 км².
Исток реки находится на северо-восточной окраине Среднеcибирского плоскогорья, к северу от Вилюйского плато, на высоте более 240 м над уровнем моря. Течёт преимущественно в северо-восточном направлении, которое иногда меняется на восточное. Река умеренно меандрирует, на берегах — холмистая тайга, где преобладает лиственница. Протекает по незаселённой местности. В нижнем течении берега часто обрывистые. Впадает в Оленёк справа в 1205 км от его устья, ниже впадения Сенкю, на высоте менее 86 м над уровнем моря. В нижнем течении ширина русла составляет 36 м при глубине 0,3 м, скорость течения в низовьях — 0,6 м/с.

## Основные притоки
Указаны поименованные притоки длиной 30 км и более.
| Название    | Расстояние от устья | Длина | Положение |
| ----------- | ------------------- | ----- | --------- |
| Прозрачный  | 52                  | 33    | левый     |
| Эльге       | 82                  | 32    | левый     |
| Диринг-Юрях | 98                  | 37    | левый     |
| Тахсалах    | 118                 | 32    | правый    |
| Бэкэ-Курунг | 125                 | 37    | левый     |

## Данные водного реестра
По данным государственного водного реестра России и геоинформационной системы водохозяйственного районирования территории РФ, подготовленной Федеральным агентством водных ресурсов:
- Бассейновый округ — Ленский
- Речной бассейн — Оленёк
- Речной подбассейн — нет
- Водохозяйственный участок — Оленёк от истока до водомерного поста гидрометеорологической станции Сухана
- Код объекта в государственном водном реестре — 18020000112117600055101[5].